# Klein Fiescherhorn
Le Klein Fiescherhorn ou Ochs Fiescherhorn est un sommet culminant à 3 895 m d'altitude dans les Alpes bernoises.

## Géographie
La cime du Klein Fiescherhorn se trouve à environ 1 km à l'est de celle du Gross Fiescherhorn, ces deux sommets se trouvant tous deux à la limite des cantons de Berne et du Valais.
Sur la face sud du Klein Fiescherhorn nait le glacier de Fiesch qui alimente la Wysswasser, affluent du Rhône dans la vallée de Conches. Sur l'est, c'est le glacier de Grindelwald qui prend naissance. Il alimente ensuite la Lütschine, affluent de l'Aar (bassin du Rhin). Le Klein Fiescherhorn est donc sur la ligne de partage des eaux entre mer du Nord (Rhin) et mer Méditerranée (Rhône).